# ハナミズキ (映画)
『ハナミズキ』は、2010年8月21日に東宝系で公開された日本映画。一青窈の代表曲である「ハナミズキ」をモチーフにした10年の時をかける純愛ラブストーリー。監督は土井裕泰。主演は新垣結衣。

## 概要
ロケ地は北海道、東京、ニューヨーク、カナダ、撮影期間は約半年間。
2010年8月14日よりコラボレーションとしてアサヒ飲料『十六茶』の広告で新垣結衣が出演、撮影を振り返るトークといった内容。広告のナレーションは安住紳一郎。
全国310スクリーンで公開され、2010年8月21、22日初日2日間で興収3億9921万2600円、動員は30万1275人になり映画観客動員ランキング（興行通信社調べ）で初登場第1位となった。同じ監督作品で興収30億円を記録した『涙そうそう』との興収対比でも102%となった。また、ぴあ初日満足度ランキング（ぴあ映画生活調べ）では第7位、公開第9日目には動員101万157人、興収12億8314万1110円となり動員100万人を超えた。最終的な興行収入は28億3000万円を記録する。

## ストーリー
夢のために東京の大学受験を目指す紗枝と漁師の家業を継ぐために励んでいる康平は、奇妙な縁から出会いお互い想い合うようになる。しかし、東京に上京した紗枝と釧路に残った康平は遠距離恋愛を始めるも、それぞれのすれ違いから別れを選ぶことになってしまう。そして、それぞれの道を進む2人は再び出会うこととなった。

## キャスト
- 平沢紗枝 - 新垣結衣（幼少期 - 松本春姫）
- 木内康平 - 生田斗真
- 北見純一 - 向井理
- 渡辺リツ子 - 蓮佛美沙子
- 平沢圭一 - ARATA
- 遠藤真人- 木村祐一
- 木内健二郎 - 松重豊
- 平沢良子 - 薬師丸ひろ子
- 中村みなみ - 徳永えり
- 大野保 - 金井勇太
- 小柳友
- 高橋努
- 木之元亮
- 林愛夏
- 水島かおり
- 大高洋夫

## スタッフ
- 監督 - 土井裕泰
- 脚本 - 吉田紀子
- 音楽 - 羽毛田丈史
- 製作 - 八木康夫
- エグゼクティブプロデューサー - 濱名一哉
- プロデューサー - 那須田淳、進藤淳一
- ラインプロデューサー - 橋本靖
- カナダ・アメリカラインプロデューサー - 岡田俊二
- アソシエイトプロデューサー - 辻本珠子
- 撮影 - 佐々木原保志
- 美術 - 部谷京子
- 照明 - 祷宮信
- 録音 - 小野寺修
- 編集 - 穂垣順之助
- 助監督 - 宮村敏正
- 記録 - 鈴木一美
- 写真提供 - 渡部陽一
- 製作担当 - 萩原淳
- 制作会社 - フィルムフェイス
- 配給 - 東宝
- 製作 - 映画「ハナミズキ」製作委員会（TBS、東宝、レプロエンタテインメント、ジェイ・ストーム、毎日放送、中部日本放送、RKB毎日放送、TBSラジオ&コミュニケーションズ、TCエンタテインメント、北海道放送）

## 主題歌・挿入歌
一青窈
- 「ハナミズキ」
- 「影踏み」

## 主なロケ地

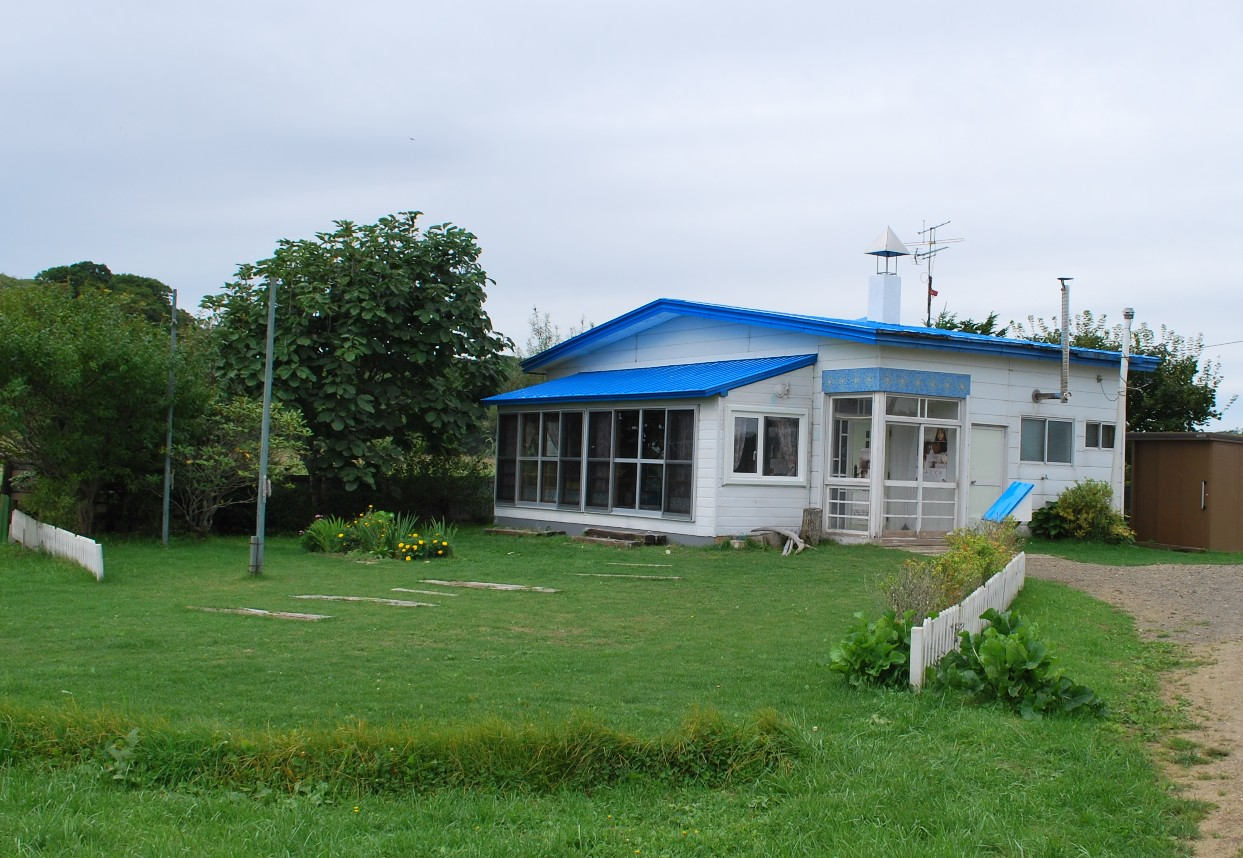
主人公紗枝の家オープンセット

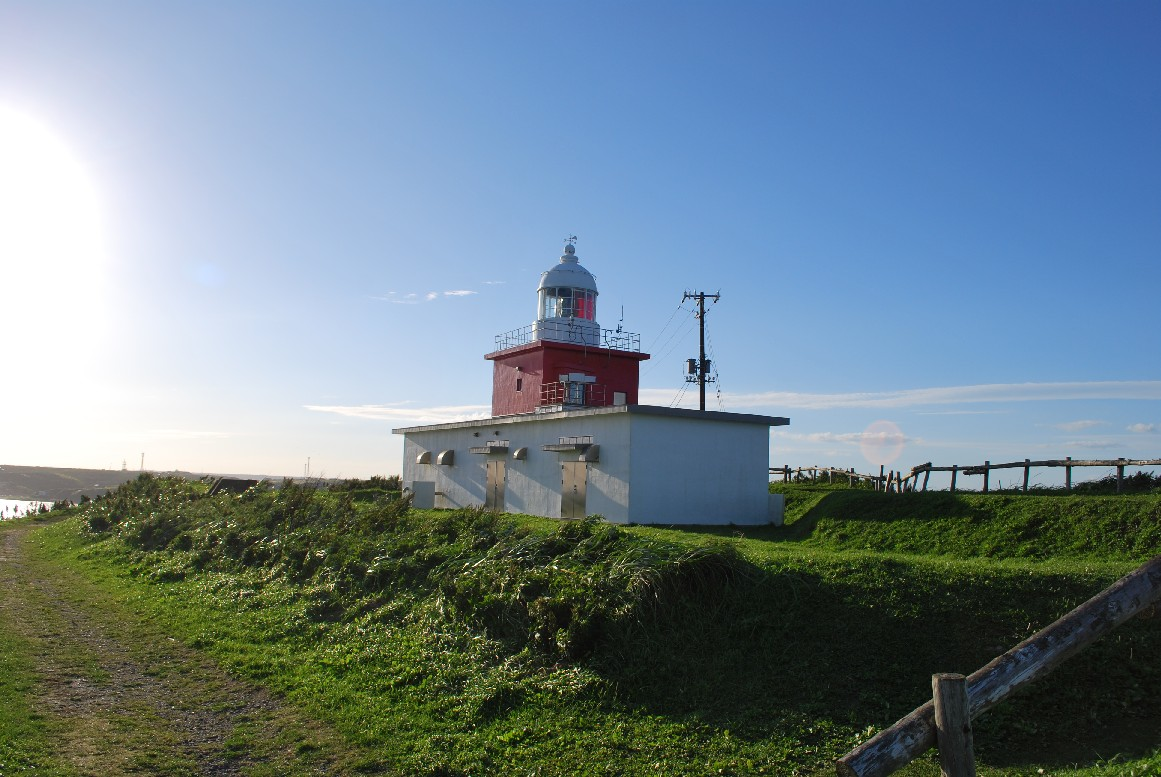
湯沸岬灯台

北海道釧路市
- 音別町尺別
- 幣舞橋
- 出世坂
- 北海道釧路北陽高等学校
- 尺別駅

北海道(釧路市以外)
- 浦幌町厚内
- 湯沸岬灯台（霧多布岬）
- アゼチ岬
- 西庶路駅
- 白糠駅
- 茶内駅
- 白糠港
- 白糠漁業協同組合

東京都
- 早稲田大学
- 議事堂通り

ニューヨーク市
- エンパイア・ステート・ビルディング
- ブルックリン・ハイツ・プロムナード
- ユニオンスクエア

カナダ・ノバスコシア州
- ペギーズコーブ（英語版）の灯台
- ルーネンバーグ

## 関連商品
書籍
- ハナミズキ（小説）（2010年7月30日発売、幻冬舎文庫、ISBN 978-4-344-41510-2)
- ハナミズキ オフィシャル フォトストーリーブック（2010年8月7日発売、東京ニュース通信社、ISBN 978-4-86336-105-8）
- サトーユキエ『ハナミズキ』集英社〈りぼんマスコットコミックスCookie〉、2011年2月15日発売[8]、ISBN 978-4-08-867103-1
  - 『Cookie』（集英社）2010年9月号から連載された映画のコミカライズ[9]。

CD
- 映画 ハナミズキ オリジナル・サウンドトラック（2010年8月10日発売、日本コロムビア、規格品番 COCP-36327）

Blu-ray
- ハナミズキ Blu-ray（2011年3月4日発売、TCエンタテインメント、規格品番 TCBD0012）

DVD
- ハナミズキ DVD スタンダード･エディション（2011年3月4日発売、TCエンタテインメント、規格品番 TCED0988）
- ハナミズキ DVD プレミアム・エディション（2011年3月4日発売、TCエンタテインメント、規格品番 TCED0989）

## エピソード
- 主演の新垣結衣は電話での別れのシーンで入り込みすぎて、カットになっても涙が止まらずしばらくセットから出られなかったという。
- 新垣結衣は撮影の合間に英語の猛特訓をし、約3分に及ぶ英語スピーチの長台詞は現地エキストラからも素晴らしいと絶賛された。
- 作中で使われた英語の絵本『The Three Little Pigs 3匹の子ぶた』は、新垣結衣自身が描いており、出来が素晴らしかったことから実際に出版された（mpi、ISBN 978-4896433890）。
- 漁師役となる生田斗真は撮影前に北海道入りし地元漁師から漁を教わっており、漁師になれるとまで言われるほどに練習に励んだ。また地元漁師から成功祈願に生田斗真に大漁旗が贈られている。
- 新垣結衣と蓮佛美沙子はこの映画をきっかけとして仲が良くプライベートでも泊まりに行くと公言している。
- TBSラジオでは、2010年8月から9月まで、一部番組の交通情報で楽曲「ハナミズキ」のインストゥルメンタルをBGMとして使用していた。
- 本作より、TOHOシネマズ日劇スクリーン2系作品がユナイテッド・シネマ札幌でも上映されるようになった（札幌東宝公楽が閉館したためこの劇場に集約されている）。